# ASPIN Tower

L'ASPIN Tower est un gratte-ciel de 60 étages construit en 2013 à Dubaï. La hauteur de la tour est de 230 mètres. Elle comprend des résidences et des bureaux. 